# بودینی ناد اوهری
بودینی ناد اوهری (به چکی: Budyně nad Ohří) یک منطقهٔ مسکونی در جمهوری چک است که در ناحیه لیتومیریتسه واقع شده‌است. بودینی ناد اوهری ۲٬۰۵۱ نفر جمعیت دارد.

## خواهرخوانده
شهر هون‌اشتاین (زکزیش. شوایتز) خواهرخواندهٔ بودینی ناد اوهری هست.